# Чапаб
Чапа́б (исп. Chapab) — посёлок в Мексике, штат Юкатан, входит в состав одноимённого муниципалитета и является его административным центром. Численность населения, по данным переписи 2010 года, составила 2141 человек.

## Общие сведения
Название Chapab с майяского языка можно перевести как место добычи масляной, жирной воды.
Поселение было основано в доиспанский период, а первое упоминание относится к 1700 году, получив статус энкомьенды. В XVIII веке была построена церковь Апостола Петра.